# Celama fovifera
Celama fovifera är en fjärilsart som beskrevs av George Francis Hampson 1903. Celama fovifera ingår i släktet Celama och familjen trågspinnare. Inga underarter finns listade i Catalogue of Life.